# Lubaczów
Lubaczów là một thị trấn thuộc huyện Lubaczowski, tỉnh Podkarpackie ở đông-nam Ba Lan. Thị trấn có diện tích 26 km². Đến ngày 1 tháng 1 năm 2011, dân số của thị trấn là 12374 người và mật độ 481 người/km².